# ترکیبات نیترو

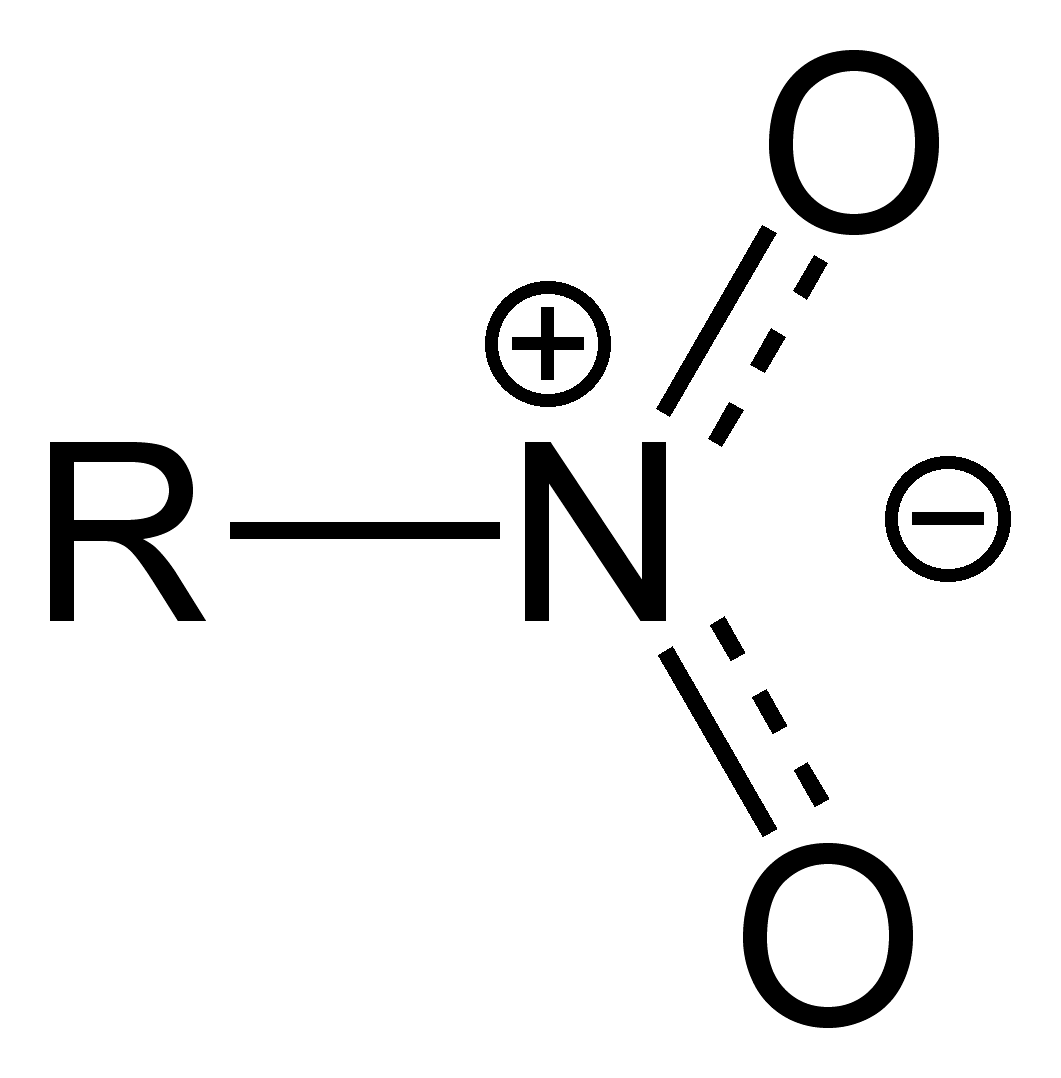
ساختار گروه نیترو

ترکیبات نیترو (به انگلیسی: Nitro compound) به دسته‌ای از ترکیبات آلی گفته می‌شود که شامل یک یا چند گروه عاملی نیترو (-NO2) می‌باشند.این ترکیبات قدرت انفجاری بالایی دارند به خصوص زمانی که تعداد گروه‌های نیترو از یکی بیشتر باشد. بسیاری از مواد منفجره شناخته شده مانند پیکریک اسید و تری‌نیتروتولوئن (TNT) در این دسته از ترکیبات قرار دارند.